# Arnold Stékoffer
Arnold Stékoffer (dit Noldi), né le 25 janvier 1938 et décédé le 12 janvier 2007 à Boécourt, est un peintre et sculpteur jurassien.

## Biographie
Après ses études secondaires au Lycée-Collège de l'Abbaye de Saint-Maurice, il s'oriente vers les arts graphiques à Neuchâtel de 1957 à 1960, et suivra les cours de l'Académie de Maximilien de Meuron. Il étudie également à l'académie des beaux-arts à Rome, où il s'établira avec son épouse Françoise, qui jouera un rôle majeur d'accompagnatrice durant toute sa carrière. 
Il s'établiront ensuite en Espagne, à Madrid, puis à Valence et à Grenade. Goya jouera d'ailleurs un rôle primordial dans son inspiration artistique.
Il retournera ensuite en Suisse, à Flüh (canton de Soleure) puis à Arlesheim (canton de Bâle-Campagne), pour enfin s'établir à Boécourt (canton du Jura) en 1978.

## Carrière artistique
Tout au long de sa carrière, il a exposé dans toute la Suisse, ainsi qu'à de nombreuses reprises en Italie, en France, en Belgique, en Allemagne, en Bulgarie et en Russie. Il compte une quarantaine d'expositions individuelles et une soixantaine de participations collectives.
Ses toiles sont conservées à la Collection jurassienne des beaux-arts compte une dizaine de toiles du peintre, mais également dans les collections de la Confédération suisse, du canton de Berne, du Musée jurassien des Arts de Moutier. 
Ses sculptures sont visibles à Develier, Boécourt (fresque pour la salle d'éducation physique), Vendlincourt (fresque dans le chœur de l'église, réalisation du maître-autel, de l'autel et du tabernacle en 1986), Sornetan et Séprais.
Il a assuré la mise en pages du journal satirique jurassien La Tuile pendant plusieurs années, et produits quelques dessins pour cette publication.
Il a été président de Visarte (Société des artistes visuels) de 1985 à 1989.